# Tidningen 7
Tidningen 7 ("7an") är en gratistidning i Örnsköldsvik, som utkommer varje onsdag i veckan förutom en period efter jul och under sommaren. Det första numret av tidningen utgavs 5 februari 2005. Tidningen distribueras till cirka 30 000 hushåll och företag i Örnsköldsviks kommun. Innehållet består huvudsakligen av lokalt nyhetsmaterial och reportage och finansieras med annonsförsäljning. Sedan 2010 finns också en webbportal.
Tidningen ges ut av 7an Mediapartner (Mediapartner i Norr AB), ett bolag som ägs av sex lokala företag/privatpersoner.